# Ли Динго
Ли Динго (кит. упр. 李定国, пиньинь Lǐ  Dìngguó, Уэйд-Джайлз: Li Ting-kuo) (1621 — лето 1662) был одним из видных командиров в период гражданских войн, сопровождавших падение империи Мин и установление империи Цин в Китае.
Ли Динго начинал свою карьеру как один из командиров бандитско-повстанческой армии Чжан Сяньчжуна, которая в начале 1640-х годов установила контроль над провинциями Хугуан (современные Хубэй и Хунань) и Сычуань, и была одним из факторов, приведших в конце концов к падению империи Мин в 1644 году. Считался одним из «приемных сыновей» Чжан Сяньчжуна.
После гибели Чжан Сяньчжуна в январе 1647 года в неожиданном столкновении с цинскими войсками, вошедшими в Сычуань, и уничтожением созданного Чжан Сяньчжуном так называемого государства Великого Запада, Ли Динго, наряду с другими уцелевшими командирами Чжана, отвел войска на юг Сычуани и в соседние провинции Юньнань и Гуйчжоу.
Вскоре Ли перешел на сторону так называемого императора Юнли — минского принца Чжу Юлана, провозгласившего себя императором и бежавшего из Гуандуна в Гуйчжоу от натиска цинских войск. Его войска стали главной боевой силой, воюющего за императора Юнли. За помощь в избавлении императора от «опеки» другого бывшего Чжан-Сяньчжуновского бандита-генерала, Сунь Кэвана, Чжу Юлан пожаловал Ли Динго титул Великого князя Цзиньского (晋王, Jin Wang) — второго лица в государстве.
Даже после того, как в апреле 1659 года император Юнли бежал от превосходящих сил У Саньгуя в Бирму, Ли продолжал вести партизанскую войну в Юньнани, в надежде освободить достаточно большой кусочек китайской земли, куда мог бы вернуться император.
Ли Динго погиб в южной Юньнани, близ лаосской границы, летом 1662 года, через несколько месяцев после выдачи Чжу Юлана из Бирмы, и его казни У Саньгуем в Куньмине.